# Tocco Caudio
Tocco Caudio é uma comuna italiana da região da Campania, província de Benevento, com cerca de 1.605 habitantes. Estende-se por uma área de 27 km², tendo uma densidade populacional de 59 hab/km². Faz fronteira com Bonea, Bucciano, Campoli del Monte Taburno, Cautano, Frasso Telesino, Moiano, Montesarchio, Sant'Agata de' Goti.

## Demografia
| Variação demográfica do município entre 1861 e 2011                               |
|                                                                                   |
| Fonte: Istituto Nazionale di Statistica (ISTAT) - Elaboração gráfica da Wikipedia |